# Fratticiola Selvatica
Fratticiola Selvatica è una frazione del comune di Perugia (PG).
Il paese si trova sulla sommità di un colle a circa 20 km ad est di Perugia, da cui si gode un ampio panorama sulla pianura di Assisi, ad un'altezza di 668 m s.l.m.. La frazione è popolata da 605 abitanti. Faceva parte della Circoscrizione VI del comune di Perugia.

## Storia
Il nome più antico con il quale è conosciuto il paese è Castrum fracta condecesscha (anche Fracte Conicesche, Fracticiola Conicesca, Fratticiola Conticesca o Fratticiola Cordicersca), a indicare la presenza di un castello localizzato in una zona boscosa.
In un manoscritto conservato in loco, si fa ascrivere il toponimo alla lingua dei longobardi.
L'appellativo selvatica venne dato più tardi, quando il castello perse la sua importanza come sosta lungo la strada di collegamento tra Perugia/Assisi e Gubbio, in favore di vie più comode che si sviluppavano in pianura, ed i luoghi tornarono in gran parte al loro primigenio aspetto "boscoso".
Il ritrovamento di alcune suppellettili di possibile origine etrusca, risalenti al VII-VI secolo a.C., fa pensare che il sito sia stato abitato da tempi molto antichi, con la presenza passata di resti di fabbriche di terracotta.
Durante il Medioevo, parecchie notizie sono pervenute sulla storia del castello. Nel 1216 venne conquistato e danneggiato da Gubbio, mentre si sa che Perugia lo recuperò in seguito, tanto che nel 1260 era nel contado di Porta Sole. Durante il periodo delle fuoriuscite da Perugia, venne coinvolto nell'assedio di Castel d'Arno e fu preso da tal Nino dei Guidalotti nel 1390.
Nel 1405-1406, in pieno conflitto tra i pontifici ed i perugini, l'assedio papale fece prigionieri gli abitanti ed il castello fu distrutto. Per avere una difesa migliore, venne dunque ricostruito più piccolo e fu esentato parzialmente dalle imposte.
Per tutto il XV secolo, Perugia cercò di mantenere la fortificazione, restaurandola e finanziando il trasferimento di nuovi abitanti.
Comunque, la politica di popolamento non ebbe mai gran fortuna: nel XVI secolo vi erano 27 focolari, nel XVIII 177 abitanti, e nel 1809 solo 5 famiglie abitavano il castello.
La cronica scarsità d'acqua, parzialmente evitata con un pozzo scavato all'interno delle mura, venne alleviata solo nel 1929, quando il comune di Perugià costruì l'acquedotto che è tuttora in funzione.

## Economia e manifestazioni
Storicamente, data la presenza di vaste zone boscose, Fratticiola era nota per i suoi carbonai e taglialegna.
Ogni anno viene organizzato il Palio del carbonaio, nell'ambito della Sagra dello spaghetto dei carbonai e della Rassegna del mulo e del cavallo da soma; la gara consiste in una corsa tra somari, ciascuno assegnato ai sette diversi rioni della località: Noce, Scuperta, Acquedotto, Spiazzone, Madonna, Torricella e Viali.

## Monumenti e luoghi d'interesse
- Resti del castello, di cui rimangono solo le torri. In origine di forma ottagonale, aveva una sola porta ed era difficilmente difendibile a causa della sua grandezza;
- Chiesa di S. Pietro, passata brevemente nel 1580 sotto la commenda di S. Giustino, per una bolla di papa Gregorio XIII. Essa venne costruita sui resti (ancora parzialmente visibili) di una chiesa più antica.
- Chiesa della Madonna delle Grazie, fuori le mura. Contiene degli affreschi ascrivibili alla scuola del Perugino, che coprono affreschi ancora più antichi. La tradizione dice che tale chiesina venne costruita come ex voto per la riacquistata facoltà di parlare di una bimba muta.

## Sport

### Associazioni sportive
- A.S.D. Fratticiola Selvatica (calcio), militante in Prima Categoria Umbra

### Impianti sportivi
- Campo sportivo (calcio): San Domenico Savio
- Campo da pallacanestro
- Campo da calcetto